# Курдымский сельсовет
Курдымский сельсовет — муниципальное образование в Татышлинском районе Башкортостана.
Административный центр — село Старый Курдым.

## История
Согласно Закону о границах, статусе и административных центрах муниципальных образований в Республике Башкортостан имеет статус сельского поселения.

## Население
| 2002  | 2009  | 2010  | 2012  | 2013  | 2014  | 2015  |
| ----- | ----- | ----- | ----- | ----- | ----- | ----- |
| 1970  | ↘1835 | ↗1915 | ↘1883 | ↘1844 | ↘1839 | ↘1774 |
| 2016  | 2017  | 2018  |       |       |       |       |
| ↘1752 | ↘1730 | ↘1687 |       |       |       |       |

## Состав сельского поселения
| № | Населённый пункт | Тип населённого пункта       | Население |
| - | ---------------- | ---------------------------- | --------- |
| 1 | Старый Курдым    | село, административный центр | ↗1095     |
| 2 | Сараштыбаш       | село                         | ↗189      |
| 3 | 2-й Зиримзибаш   | деревня                      | ↗151      |
| 4 | Бургынбаш        | деревня                      | →137      |
| 5 | 1-й Зиримзибаш   | деревня                      | ↘106      |
| 6 | Ташкент          | деревня                      | ↘96       |
| 7 | Юрмиязбаш        | деревня                      | ↘72       |
| 8 | Ачу-Елга         | деревня                      | ↘69       |

## Известные уроженцы
- Атнабаев, Ангам Касимович (23 февраля 1928 — 2 сентября 1999) — башкирский и татарский поэт и драматург, Заслуженный деятель искусств БАССР (1977), Заслуженный деятель искусств РСФСР (1988), Народный поэт Башкортостана (1997)[17][18][19].
- Атнабаева, Зинира Касимовна (21 декабря 1934 — 23 апреля 2013) — башкирская советская актриса, Народная артистка Башкирской АССР (1977), Заслуженная артистка РСФСР (1980)[20][21].
- Аухатов, Кагим Аухатович (2 января 1932 —	14 октября 2014) — татарский и башкирский поэт.